# Àguila blanc-i-negra
L'àguila blanc-i-negra (Spizaetus melanoleucus) és un ocell rapinyaire de la família dels accipítrids (Accipitridae). Anteriorment era inclòs al monotípic gènere Spizastur. No s'han descrit subespècies. El seu estat de conservació es considera de risc mínim.

## Descripció
- Com suggereix el seu nom, sembla una petita àguila de coloració blanca i negra.
- Fa 50-60 cm de llarg, amb un pes d'uns 850 g
- Cap, coll i zones inferiors blanques, amb una petita cresta a part superior del cap, i l'àrea al voltant dels ulls.
- Ales negres i cua fosca per sobre i blanca per sota, amb barres negres.
- Iris taronja. Bec negre amb cera groga. Potes grogues amb urpes negres.
- Els sexes són semblants, amb la femella de més grandària que el mascle.

## Hàbitat i distribució
Habita boscos de la zona neotròpical, des del sud de Mèxic, a través d'Amèrica Central fins a Panamà i a Sud-amèrica des de Colòmbia, nord i sud de Veneçuela i Guaiana, cap al sud, per l'oest dels Andes fins a Equador i per l'est dels Andes al nord i est del Brasil, nord-est del Perú i des del nord i est de Bolívia i Paraguai fins al nord de l'Argentina.